# Shedden Clough
Der Shedden Clough ist ein Wasserlauf in Lancashire, England. Er entsteht an der Südostseite des Worsthorne Moor aus mehreren unbenannten Zuflüssen. Er fließt zunächst in westlicher Richtung und wendet sich dann aber am südlichen Ende des Worsthorne Moor in nördlicher Richtung und fließt an dessen Westseite durch das ehemalige Kalksteinabbaugebiet der Shedden Clough Hushings. Bei seinem Zusammentreffen mit dem Cant Clough Beck entsteht das Rock Water.